# 甲米地半島
甲米地半島（英語：Cavite Peninsula）位於菲律賓呂宋島甲米地省東北處。半島與主要大陸間相隔巴庫爾灣。甲米地省省會甲米地位於該半島上。